# Кувала зозуля (альбом)
Кувала зозуля — дебютний студійний альбом української співачки Ірини Білик.

## Перелік пісень
1. До тебе
2. Кувала зозуля
3. Дивний сон
4. Полюби мене, Юро
5. Годі вже
6. Зоряна ніч
7. Різдвяна пісня